# 埃皮奈
埃皮奈（法語：Épinay，法語發音：[epinɛ]）是法国厄尔省的一个旧市镇，位于该省西南部，属于贝尔奈区。2016年1月1日，埃皮奈和相邻的另外15个市镇合并为新市镇乌什地区梅尼勒（Mesnil-en-Ouche）。

## 地理
埃皮奈（48°58'52"N, 0°38'31"E）面积13.54 平方千米，位于法国诺曼底大区厄尔省，该省份为法国北部内陆省份，北起滨海塞纳省，西接奧恩省和卡爾瓦多斯省，南至厄尔-卢瓦省，东临瓦兹省、瓦兹河谷省和伊夫林省。
与埃皮奈接壤的市镇（或旧市镇、城区）包括：乌什地区拉巴尔、乌什地区梅尼勒、日赛拉库德尔、朗德佩勒斯、拉鲁西耶尔、圣欧班德艾。

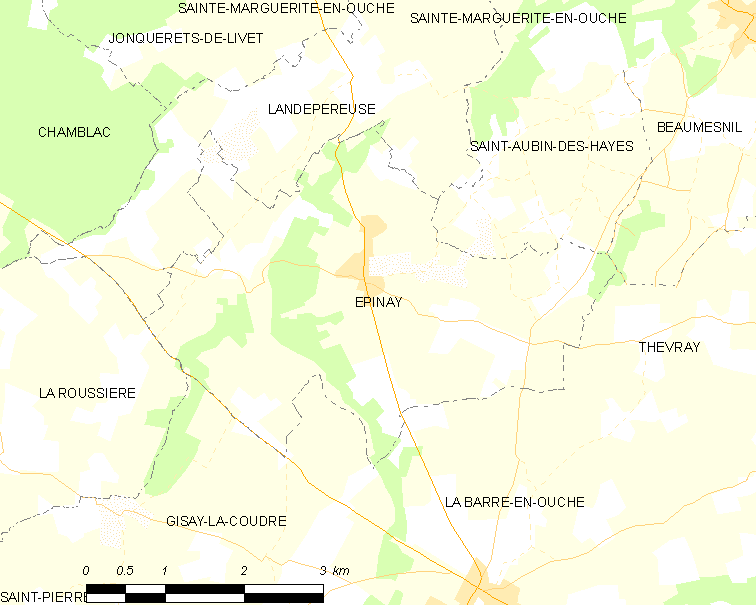
埃皮奈的OSM定位图

埃皮奈的时区为UTC+01:00、UTC+02:00（夏令时）。

## 行政
埃皮奈的邮政编码为27330，INSEE市镇编码为27221。

## 政治
埃皮奈所属的省级选区为贝尔奈县。

## 人口

1962-2008年间埃皮奈人口变化图示

埃皮奈于2018年1月1日时的人口数量为303人。